# Görcsönydoboka, Baranya
Görcsönydoboka (în germană Ketsching) este un sat în districtul Mohács, județul Baranya, Ungaria, având o populație de 388 de locuitori (2011). 

## Demografie
Componența etnică a satului Görcsönydoboka
     Maghiari (62,25%)
     Germani (37,75%)
Componența confesională a satului Görcsönydoboka
     Romano-catolici (73,2%)
     Reformați (3,61%)
     Fără religie (2,32%)
     Ortodocși (1,03%)
     Necunoscută (19,85%)
Conform recensământului din 2011, satul Görcsönydoboka avea 388 de locuitori. Din punct de vedere etnic, majoritatea locuitorilor (62,25%) erau maghiari, cu o minoritate de germani (37,75%).  Din punct de vedere confesional, majoritatea locuitorilor (73,2%) erau romano-catolici, existând și minorități de reformați (3,61%), persoane fără religie (2,32%) și ortodocși (1,03%). Pentru 19,85% din locuitori nu este cunoscută apartenența confesională.